# Damery (Marne)
Damery is een gemeente in het Franse departement Marne (regio Grand Est). De plaats maakt deel uit van het arrondissement Épernay. Damery telde op 1 januari 2022 1.329 inwoners.

## Geografie
De oppervlakte van Damery bedroeg op 1 januari 2022 15,44 vierkante kilometer; de bevolkingsdichtheid was toen 86,1 inwoners per km².

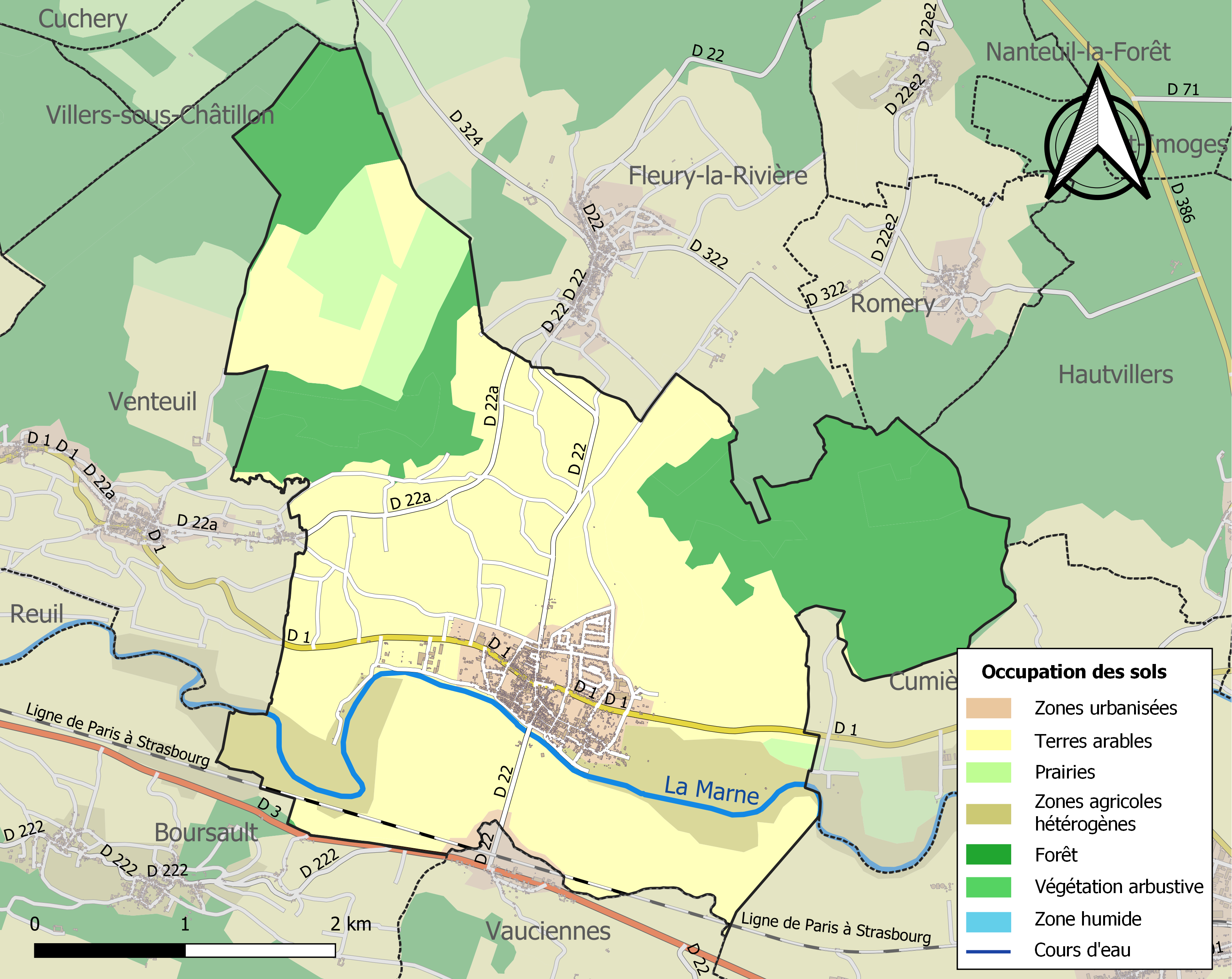
Kaart van de gemeente met de belangrijkste infrastructuur, bodemgebruik en omliggende gemeenten

## Demografie
Onderstaande figuur toont het verloop van het inwonertal (bron: INSEE-tellingen).